# San Miguel de Coence
Coence (llamada oficialmente San Miguel de Coence) es una parroquia española del municipio de Palas de Rey, en la provincia de Lugo, Galicia.

## Organización territorial
La parroquia está formada por seis entidades de población, constando dos de ellas en el nomenclátor del Instituto Nacional de Estadística español:

### Entidades de población
Entidades de población que forman parte de la parroquia:
- Os Carballiños
- O Cruceiro
- A Namela
- Outeiro (O Outeiro)
- San Miguel

### Despoblado
Despoblado que forma parte de la parroquia:
- Boavista

## Demografía
| Gráfica de evolución demográfica de Coence entre 2000 y 2020 |
|                                                              |
| Datos según el nomenclátor publicado por el INE.             |